# МКС-2
МКС-2 — другий довготривалий екіпаж Міжнародної космічної станції. Екіпаж працював на борту МКС з 8 березня по 22 серпня 2001 року.
Під час другої експедиції були прийняті три шаттл а, які доставили маніпулятор SSRMS і шлюзову камеру Квест, а також «Союз ТМ-32» з російською експедицією відвідування (з першим космічним туристом — Деннісом Тіто). Були прийняті й розвантажені вантажні транспортні кораблі «Прогрес М1-6», а також вантажні модулі «Рафаель» і «Леонардо». Продовжена розконсервація Лабораторного модуля, виконаний цикл випробувань SSRMS. Продовжені наукові дослідження за російською і американською програмами; передача станції екіпажу 3-ї основної експедиції.

## Екіпаж
- (Роскосмос): Юрій Усачов (4)[3] — командир
- (НАСА): Сьюзен Гелмс (5) — бортінженер
- (НАСА): Джеймс Восс (5) — бортінженер

### Дублюючий екіпаж
- (Роскосмос): Юрій Онуфрієнко (2) — командир
- (НАСА): Деніел Бурш (5) — бортінженер
- (НАСА): Карл Волз (4) — бортінженер

## Параметри польоту
- Нахил орбіти — 51,6°
- Період обертання — 92,0 хв
- Перигей — 384 км
- Апогей — 396 км

## Виходи в космос
- 11 березня, тривалість 8:00 56 хвилин — астронавти Сузан Гелмс і Джеймс Восс. Забезпечення переносу герметичного стикувального перехідника PMA-3[4].
- 8 червня, тривалість 19 хвилин — астронавти Юрій Усачов і Джеймс Восс. Установка приймального конуса стикувального агрегату по осі-Y перехідного відсіку службового модуля (СМ) «Звезда».

## Експерименти
Для екіпажу МКС-2 були заплановані наступні експерименти за американською програмою: H-Reflex, оцінка втрати кісткової тканини, Interactions, PERS, Advanced Astroculture, CGBA, PCG-BAG, Dosmap, BBND, Phantom Torso, PCS, ARIS ICE, SAMS II, MAMS, спостереження Землі.
- Експеримент BBND (англ. Bonner Ball Neutron Detector) підготований дослідниками JAXA. Апаратура BBND, перша японська апаратура на МКС (до цього вона була випробувана у польоті «Індевор»  STS-89 на станцію «Мир»), складалась із керуючого блока і блока детекторів. Все це було встановлено у стійці HRF-1 Лабораторного модуля. BBND робив виміри спектру нейтронного випромінювання за допомогою активних нейтронних детекторів, дані з яких оперативно передавалися на Землю. Експеримент було розраховано на шість місяців. Устаткування було повернуто на землю у польоті «Індевор» STS-108[5].
- Експеримент Dosmap (з англ. Dosimetric Mapping — дозиметричне картування) було надано вченими Німецького космічного агентства DLR[5]. Суть експерименту полягала у використанні пасивної дозиметричної системи PDS c дозиметрами різних типів, які реєстрували радіаційну обстановку у відсіках станції[6]. 48 іонізуючих випромінювань термолюмінесцентний детекторів TLD і пристрій, що зчитує, були виготовлені Угорським космічним управлінням[7].